# Австрийска награда за детско-юношеска книга
„Австрийската награда за детско-юношеска книга“ (на немски: Österreichischer Kinder- und Jugendbuchpreis) е държавна награда на Република Австрия, учредена през 1955 г. Отличието се присъжда ежегодно за книги на австрийски издателства или на австрийски притежатели на авторски права в издателства извън Австрия.
С наградата се удостоява най-добрата илюстрована, детско-юношеска или теоретическа книга. Освен това други десет произведения се избират за колекция.
Всяка година се раздават като парични премии общо 24 000 €.

## Носители на наградата (подбор)
- 1959: Кристине Буста
- 1974: Кристине Ньостлингер
- 1977: Ренате Велш
- 1978: Ренате Велш
- 1979: Кристине Ньостлингер
- 1984: Ренате Велш
- 1985: Паул Маар
- 1987: Кристине Ньостлингер
- 1993: Хана Йоханзен
- 1995: Барбара Фришмут
- 1997: Ренате Велш
- 2000: Паулус Хохгатерер
- 2001: Дорис Мюрингер
- 2003: Моника Хелфер
- 2010: Петер Турини
- 2011: Моника Хелфер, Михаел Кьолмайер
- 2014: Кристине Ньостлингер